# Karolis Didžiulis
Karolis Didžiulis (ur. 19 sierpnia 1894 w Maldeikiai koło Radziwiliszek, zm. 24 maja 1958 w Wilnie) – litewski działacz komunistyczny, wieloletni parlamentarzysta Litewskiej SRR (1940–1958), wicepremier i przewodniczący Sądu Najwyższego Litewskiej SRR (1947–1958). 

## Życiorys
Urodził się jako Kārlis Grosmans w łotewskiej rodzinie zamieszkałej na Żmudzi. W 1919 roku wstąpił do KPL, gdzie w latach 1920–1921 stał na czele wydziału ds. transportu, kierując kolportażem nielegalnej literatury. W 1922 roku został aresztowany i po raz pierwszy uwięziony za działalność antypaństwową. W więzieniu spędził również lata 1928–1933 i 1936–1940. 
W 1925 roku ukończył Komunistyczny Uniwersytet Mniejszości Narodowych Zachodu im. Juliana Marchlewskiego w Moskwie. Był odpowiedzialny za organizację komórek KPL w powiatach poniewieskim i szawelskim. Od 1927 roku zasiadał w Politbiurze, a w latach 1927–1928 i 1934–1935 w KC KPL. 
W czerwcu 1940 roku wyznaczono go członkiem Sejmu Ludowego Litwy z okręgu Wilno. W pierwszych miesiącach istnienia Litewskiej SRR był przewodniczącym wydziału rolniczego KC KPL oraz pełnomocnikiem ludowym ds. Wilna i okręgu wileńskiego. Zasiadał w Radzie Najwyższej Litewskiej SRR, będąc w latach 1940–1947 zastępcą przewodniczącego jej Prezydium. W 1945 roku odpowiadał za konfiskatę majątków w powiatach trockim i kretynżskim oraz wywózkę ich właścicieli w głąb ZSRR. 
Od 1947 do 1958 roku kierował pracami Sądu Najwyższego Litewskiej SRR, przykładając rękę do represji wobec ludności Litwy. 25 września 1957 roku przewodzony przez niego sąd skazał na karę śmierci partyzanta leśnego Adolfasa Ramanauskasa "Vanagasa". 
W latach 1954–1958 sprawował mandat deputowanego do Rady Najwyższej ZSRR. W czasach Związku Radzieckiego był patronem licznych instytucji na Litwie, m.in. szkoły technicznej w Szawlach. 